# Új-guineai krokodil
Az új-guineai krokodil (Crocodylus novaeguineae) a hüllők (Reptilia vagy Sauropsida) osztályába, a krokodilok (Crocodilia) rendjébe és a krokodilfélék (Crocodylidae) családjába tartozó faj.

## Előfordulása
Az Indonézia és Pápua Új-Guinea által birtokolt Új-Guinea szigetének édesvizeiben él, távol a tengerparttól. Elsősorban a tavak, mocsarak, lápok lakója, csak a száraz évszakban húzódik a folyókba.

## Megjelenése
Nagyon hasonlít a sziámi krokodilra (Crocodylus siamensis), különösen fiatal korában. Közepes termetű krokodil, a hímek legfeljebb 3,5, a nőstények pedig 2,7 méteres hosszúságúra nőnek meg. Pofája keskeny. Páncélzata barnás vagy szürkés, sötétebb foltokkal.

## Életmódja
Jobbára éjszakai életmódot folytat. A fiatal példányok gerinctelenekkel és kisebb halakkal, a kifejlett egyedek pedig nagyobb gerincesekkel – halakkal, hüllőkkel, madarakkal – táplálkoznak.

## Szaporodása
Az Új-Guineán kelet-nyugati irányban végighúzódó Maoke- és Bismarck-hegység vonalától északra élő populációk a száraz időszakban, míg a hegyektől délre élő populációk az esős évszakban párosodnak. A párzás után két héttel kerül sor a tojásrakásra. Az északi krokodilok többnyire vízen lebegő növényzetre rakják 22-45 tojásukat, míg a déliek fészekhalmot ásnak a vízparton kevesebb, de nagyobb tojásuk számára. A nőstények, ha nem is feltétlenül védelmezik a fészekaljat, a tojások közelében maradnak. A fiókák mintegy 80 nap után kelnek ki, ekkor anyjuk mellett olykor az apaállat is segédkezik a vízbe juttatásukban.

## Természetvédelmi helyzete
A Természetvédelmi Világszövetség értékelése szerint nem fenyegetett, mivel viszonylag széles körben és nagy számban elterjedt faj. Szerepel a CITES II. függelékében.